# Shoji Ikitsu
Shoji Ikitsu (生津 将司 Ikitsu Shoji?,  nacido el 20 de mayo de 1977 en Fukuoka) es un exfutbolista japonés. Jugaba de centrocampista y su último club fue el New Wave Kitakyushu de Japón.

## Trayectoria

### Clubes
| Club                | País  | Año         |
| ------------------- | ----- | ----------- |
| Avispa Fukuoka      | Japón | 1996 - 1999 |
| Sagan Tosu          | Japón | 1999        |
| New Wave Kitakyushu | Japón | 2001        |